# Frédéric Hervey Foster Quin
Frédéric Hervey Foster Quin (12 février 1799-24 novembre 1878) est le premier médecin et homéopathe en Angleterre .

## Biographie

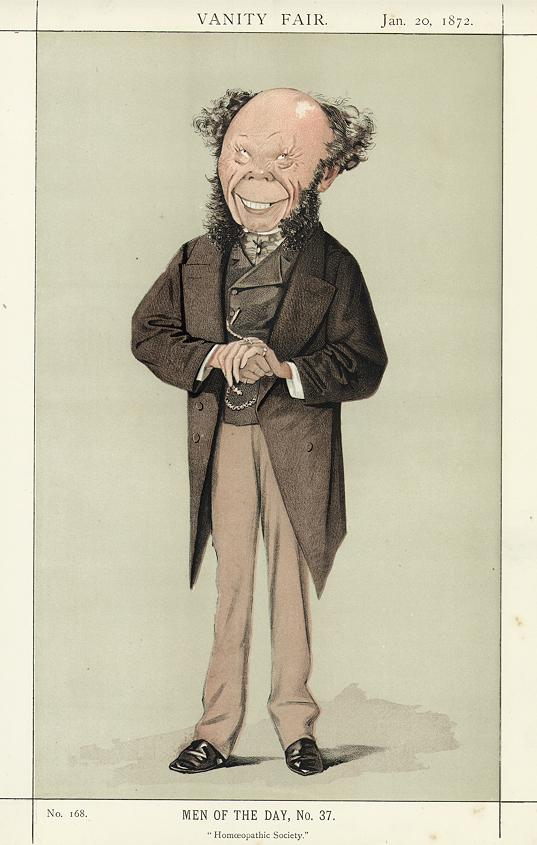
Caricature de Quin d'Adriano Cecioni dans Vanity Fair, 1872

Quin est né à Londres et passe ses premières années dans une école de Putney, tenue par un fils de Mme Sarah Trimmer, l'auteur. En 1817, il est envoyé à l'Université d'Édimbourg, où il obtient son diplôme de médecine le 1er août 1820. En décembre 1820, il se rend à Rome en tant que médecin itinérant pour Elizabeth Cavendish. Il l'a ensuite accompagnée dans cette ville pendant sa maladie mortelle en mars 1824. À son retour à Londres, il est nommé médecin de Napoléon Ier à Sainte-Hélène, mais l'empereur meurt (le 5 mai 1821) avant qu'il ne quitte l'Angleterre. En juillet 1821, il commence à pratiquer à Naples et ses dons sociaux le rendent populaire auprès de tous les résidents anglais, dont Sir William Gell, Sir William Drummond et la comtesse de Blessington. À Naples également, Quin rencontre le Dr Neckar, un disciple de Samuel Hahnemann, le fondateur de l'homéopathie, et est favorablement impressionné par ce qu'il apprend du système homéopathique de la médecine. Après avoir visité Leipzig en 1826, pour étudier son fonctionnement, Quin retourne à Naples, converti. Au cours de son voyage, il est présenté à Rome au prince Léopold de Saxe-Cobourg, ensuite roi des Belges, et quitte bientôt Naples pour devenir son médecin de famille en Angleterre. Jusqu'en mai 1829, il continue à être membre de la maison du prince à Marlborough House, Londres ou Claremont, Surrey, et étend ses connaissances dans les cercles aristocratiques. De mai 1829 à septembre 1831, il exerce à Paris, principalement, mais pas entièrement, sur les principes de Hahnemann. En septembre 1831, après avoir consulté Hahnemann sur le traitement du choléra, il se rend à Tischnowitz en Moravie, où la maladie faisait rage. Il est lui-même attaqué, mais a rapidement repris le travail et est resté jusqu'à ce que le choléra disparaisse. Son traitement a consisté à donner du camphre au premier stade, puis de l'ipécacuanha et de l'arsenic par la suite.
Enfin, en juillet 1832, il s'installe à Londres au 19 King Street, St. James's, déménageant en 1833 au 13 Stratford Place, et introduisit le système homéopathique dans ce pays. Les journaux médicaux l'ont dénoncé comme un charlatan, mais il a fait de nombreux convertis, et sa pratique s'est rapidement développée, en raison autant de sa personnalité attrayante que de ses compétences médicales. Mais l'opposition professionnelle s'est obstinément prolongée. En février 1838, alors que Quin est candidat à l'élection au Club Athenaeum, une clique de médecins dirigée par John Ayrton Paris s'y oppose, et attaque en privé Quin avec une virulence dont il dut s'excuser. À partir du 26 juin 1845, il est assistant médical de la duchesse de Cambridge.
En 1839, Quin termine le premier volume de sa traduction de la Materia Medica Pura de Hahnemann, mais un incendie survenu chez ses imprimeurs détruisit l'édition entière de cinq cents exemplaires, et sa santé défaillante l'empêche de réimprimer l'ouvrage. En 1843, il établit un dispensaire de courte durée, appelé le dispensaire homéopathique de St. James. En 1844, il fonde la British Homeopathic Society, dont il est élu président. Principalement par ses efforts, l' hôpital homéopathique de Londres est fondé en 1850. Il est devenu une institution permanente et est maintenant situé dans Great Ormond Street. Le 18 octobre 1859, il est nommé à la chaire de thérapeutique et de materia medica de la faculté de médecine de l'hôpital et donne une série de conférences.
Quin est populaire dans la société londonienne. Dans les cercles aristocratiques, littéraires, artistiques et dramatiques, il est toujours le bienvenu. Il est presque le dernier des esprits de la société londonienne et aucun dîner n'est considéré comme un succès sans sa présence. Il a pour amis Charles Dickens, William Thackeray, les Bulwers, Macready, Landseer et Charles Mathews. Dans les manières, l'habillement et l'amour des chevaux de grande taille, il imitait le comte d'Orsay. Après avoir souffert d'asthme et d'arthrite sévères et chroniques, qui ont entraîné une retraite anticipée de la pratique médicale, il est décédé d'une bronchite  aux Garden Mansions, Queen Anne's Gate, Westminster, le 24 novembre 1878, et est enterré au cimetière de Kensal Green le 28 novembre .

## Travaux
- Du Traitement Homœopathique du Choléra avec notes et appendice, Paris, 1832, dédié à Louis-Philippe.
- Pharmacopœia Homœopathica, 1834, dédiée au roi des Belges.

Il a également écrit une préface à la British Homœopathic Pharmacopœia, publiée par la British Homœopathic Society en 1870, et a été le rédacteur en chef de la deuxième édition publiée en 1876.